# Caranx bucculentus
Caranx bucculentus – gatunek średniej wielkości ryby morskiej z rodziny ostrobokowatych (Carangidae). Występuje w strefie międzyzwrotnikowej, we wschodniej części Oceanu Indyjskiego i na zachodzie Pacyfiku. Obszar ten rozciąga się od Tajwanu na północy, po Australię na południu. Jest to gatunek żyjący przy brzegu, często w dużych zatokach. Najczęściej znajdowany w piasku, błocie, pomiędzy trawą morską. Caranx bucculentus wyróżnia się spośród innych gatunków swojego rodzaju ciemnoniebieskimi punktami na górnej części ciała, jak również kilkoma bardziej szczegółowymi cechami anatomicznymi. Jest to bental-pelagialny drapieżnik, żywiący się w okresie dorastania wszelkiego rodzaju skorupiakami, łącznie z krabami i krewetkami. Natomiast w wieku dorosłym w jego diecie przeważają ryby. To jeden z pospolitszych drapieżników w Zatoce Karpentarskiej, znajdującej się na północ od Australii. Uważa się, że to głównie on żywi się bardzo cennymi z ekonomicznego punktu widzenia gatunkami krewetek. Dojrzałość płciową osiąga przy 110 mm wzdłuż, po roku życia. Tarło odbywa cały rok, najczęściej wiosną. Szacuje się, że ryba niezależnie od płci rośnie 82,2 mm na rok, aż do osiągnięcia maksymalnego rozmiaru. Największy, jaki dotychczas zanotowano wynosi 66 cm. Caranx bucculentus są powszechnie poławiane w łowiskach krewetek, jednak mają małą wartość handlową, więc rybacy często się ich pozbywają. Są od czasu do czasu zatrzymywane przez wędkarzy, jednak uważa się je za niezbyt smaczne jedzenie.

## Taksonomia i nazewnictwo
Caranx bucculentus sklasyfikowana została w rodzaju Caranx, jednej z grup zaliczanych do rodziny ostrobokowatych, w podrzędzie okoniowców, rzędzie okoniokształtnych.
Gatunek po raz pierwszy został opisany przez australijskich zoologów – Haynesa Gibbsa Alleyne i Sir Williama Johna Macleay na podstawie zebranych okazów z Cape Grenville w Queensland, spośród których wybrano holotypy. Badacze nazwali gatunek Caranx bucculentus. Epitet gatunkowy w języku łacińskim znaczy: „z wypchanymi policzkami”, co odnosi się do szerokiego pyska. W pierwotnym wydaniu Proceedings of the Linnean Society of New South Wales, w którym gatunek został opisany, został zamieszczony epitet gatunkowy bucculantus, jednak przyjęło się, że była to literówka i zostało to zignorowane. Gatunek nie był nigdy przenoszony z rodzaju Caranx. Nie podjęto żadnych prób, by go przemianowywać, co spowodowało, że jest on jednym z niewielu przedstawicieli Caranx, który nie posiada żadnych synonimów. W języku angielskim funkcjonuje nazwa zwyczajowa „bluespotted trevally”, lub rzadziej „wide-mouthed trevally”.

## Morfologia
Jest to średniej wielkości ryba, dorastająca do 66 cm (to maksymalna długość, jaką zanotowano). Posiada charakterystyczną cechę, wspólną dla wielu większych gatunków z rodzaju Caranx – silnie bocznie spłaszczoną sylwetkę grzbietową, zwłaszcza z przodu, która jest jednak dużo bardziej wypukła, niż brzuszna. Ma dwie płetwy grzbietowe, pierwsza składa się z ośmiu promieni twardych, podczas gdy druga z jednego promienia twardego i 18, lub 19 promieni miękkich. Płetwa odbytowa zbudowana z dwóch kolców z przodu, za którym położony jest kolejny kolec i od 15 do 17 promieni miękkich, podczas gdy płetwa brzuszna złożona jest z jednego kolca i 18 promieni miękkich. Linia naboczna, u tego gatunku, jest bardzo silnie wygięta na krótkim odcinku. Staje się jednak prosta przed początkiem drugiej płetwy grzbietowej. Część prosta jest ponad 2,5 razy dłuższa, niż wygięta. Odcinek zakrzywiony jest widoczny na 40–50 łuskach, podczas gdy odcinek prosty nie obejmuje łusek, ale od 33 do 39 ostrych tarczek kostnych.